# Chrześcijańska Konfederacja Francuskich Pracowników
Chrześcijańska Konfederacja Francuskich Pracowników CFTC (fr. La Confédération française des travailleurs chrétiens) – francuski związek zawodowy jeden z pięciu związków zawodowych we Francji uważanych przez państwo za reprezentatywne.
CFTC powstała 2 listopada 1919 roku na bazie istniejącego od 1887 roku Związku pracowników handlu i przemysłu (Syndicat des employés du commerce et de l’industrie). Związek zrzeszył 321 mniejszych organizacji związkowych. Podstawą programową były encyklika papieska „Rerum novarum”.
Od samego początku CFTC był i jest atakowany przez Powszechną Konfederację Pracy (CGT) – centralą związkową opartą na ideologii marksistowskiej.
Związek został rozwiązany w 1940 przez rząd Vichy, ale kontynuował swoją działalność w ramach podziemnego „Narodowego Zgromadzenia Oporu” (Conseil National de la Résistance). Po wojnie wznowił legalną działalność.
W 1964 roku ze względów ideologicznych wewnątrz CFTC nastąpił podział. W jego wyniku powstała nowa organizacja związkowa Francuska Demokratyczna Konfederacja Pracy (CFDT), odrzucająca naukę kościoła w życiu związkowym i bazująca na „walce klas”.
W okresie stanu wojennego w Polsce CFTC czynnie wspierała działania „Solidarności”.
Obecnie związek liczy około 160 tysięcy członków zrzeszonych w organizacjach branżowych i terytorialnych. Od 2002 roku przewodniczącym związku jest Jacques Voisin, a sekretarzem generalnym Jacky Dintinger. Organem prasowym związku jest pismo „Syndicalisme CFTC”.